# 讓我歡喜讓我憂
讓我歡喜讓我憂是香港歌手周華健的一張國語專輯，發行於1991年11月28日，由滾石唱片公司發行，唱片編號：RD1151。

## 簡介
據統計，這張專輯是周華健銷量最高的專輯之一，当年正版銷量逾200萬張。專輯中包括《讓我歡喜讓我憂》、《怕黑》、《你現在還好嗎》在內的歌曲，都是廣為人知的經典。其中《讓我歡喜讓我憂》是翻唱自日本知名團體恰克與飛鳥於1981年發行之單曲(男與女)。

## 曲目
| 曲序 | 曲名               | 作曲                | 填詞        | 編曲         | 附註                                                                                |
| 01   | 你現在還好嗎       | 劉志宏              | 娃娃        | Wayne Miller | 粵語版為曾航生《你現在還好嗎》                                                      |
| 02   | 讓我歡喜讓我憂     | 飛鳥涼              | 李宗盛      | 鮑比達       | 日語原曲CHAGE&ASKA《男與女》 粵語版為葉蒨文《情人知己》 台語版為林慧萍《傷心PARTY》 |
| 03   | 怕黑               | 周華健              | 周華健      | Wayne Miller | 粵語版為《怕黑》                                                                    |
| 04   | 兩種               | 周華健              | 武雄        | 江建民       |                                                                                     |
| 05   | 我站在全世界的屋頂 | 陳揚                | 陳可華      | Wayne Miller | 原唱张艾嘉                                                                          |
| 06   | 傷心的歌           | Rod Troot Jon Sweet | 周華健      | 鮑比達       | 英語原曲為Cliff Richard《Ocean Deep》 粵語版為葉麗儀《愛是無涯》                    |
| 07   | 若不能擁有你       | 劉志宏              | 李宗盛      | Wayne Miller |                                                                                     |
| 08   | 讓世界叫響這個名字 | 張弘毅              |             | 張乃仁       |                                                                                     |
| 09   | 我不要知道我的未來 | 周華健              | 武雄 周華健 | Wayne Miller |                                                                                     |
| 10   | 璀璨               | 周華健              | 周華健      | 周華健       |                                                                                     |

## 唱片版本
- 錄音帶版
- CD版